# Environnement à Madagascar
L'environnement (ensemble des éléments - biotiques ou abiotiques - qui entourent un individu ou une espèce et dont certains contribuent directement à subvenir à ses besoins) constitue un enjeu essentiel à Madagascar. La biodiversité de cette île de l'océan Indien est en effet remarquable, mais sa population de plus de 27 millions de personnes exerce une pression importante sur ses milieux naturels.

## La biodiversité à Madagascar

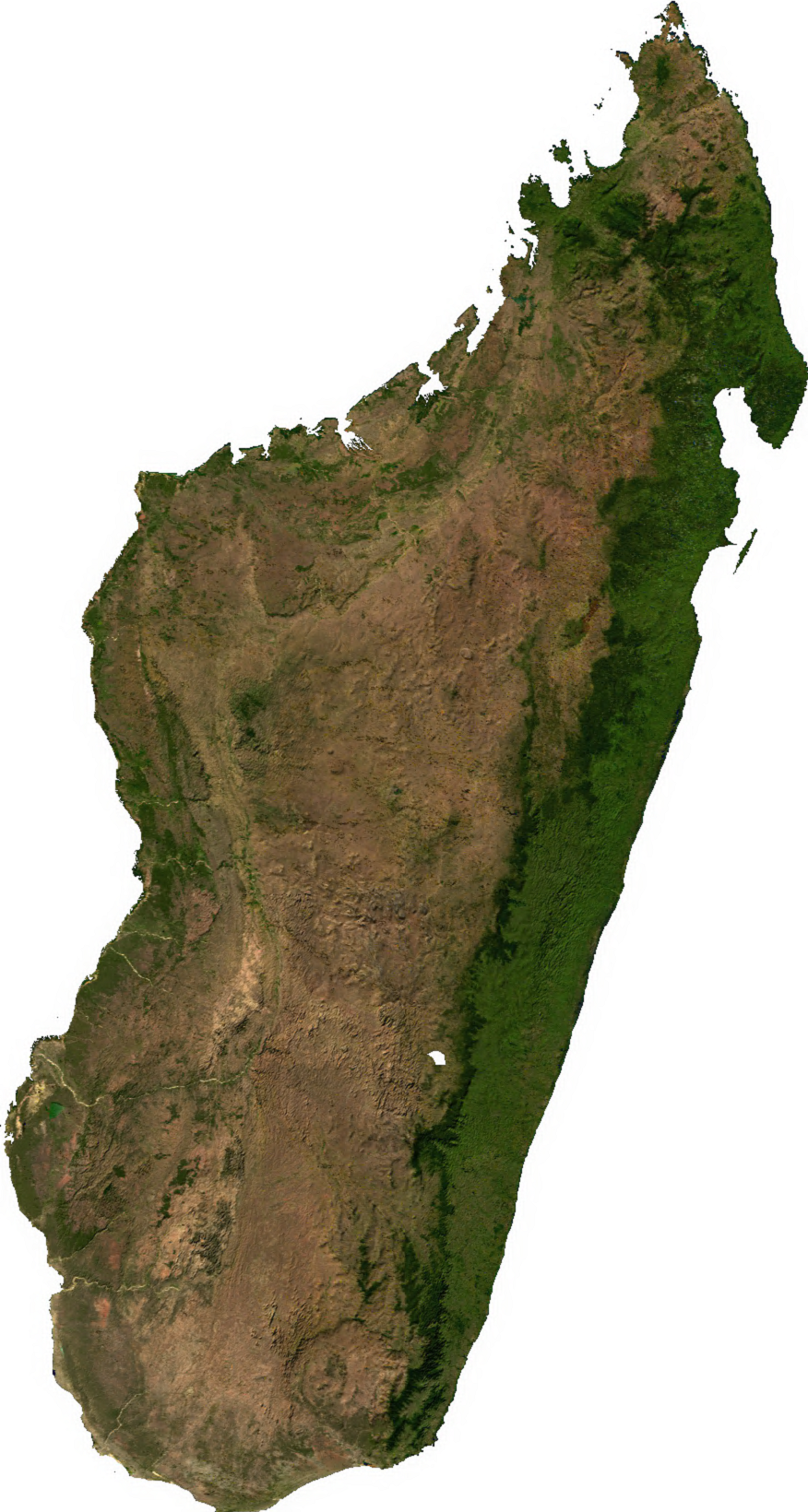
Vue aérienne de l'ile de Madagascar

### Milieux, faune et flore

#### Milieux
L'île de Madagascar est une grande île située à l'ouest de l’océan Indien. Elle est composée de milieux très diversifiés : Forêts des basses terres de Madagascar, Forêts subhumides de Madagascar, Forêts décidues sèches de Madagascar, Forêts claires succulentes de Madagascar, Fourrés épineux de Madagascar, Fourrés éricoïdes de Madagascar, Mangroves de Madagascar.
Le territoire malgache est à 20 % recouvert de forêts, ce qui représente 13 millions d'hectares. 

#### Faune et flore

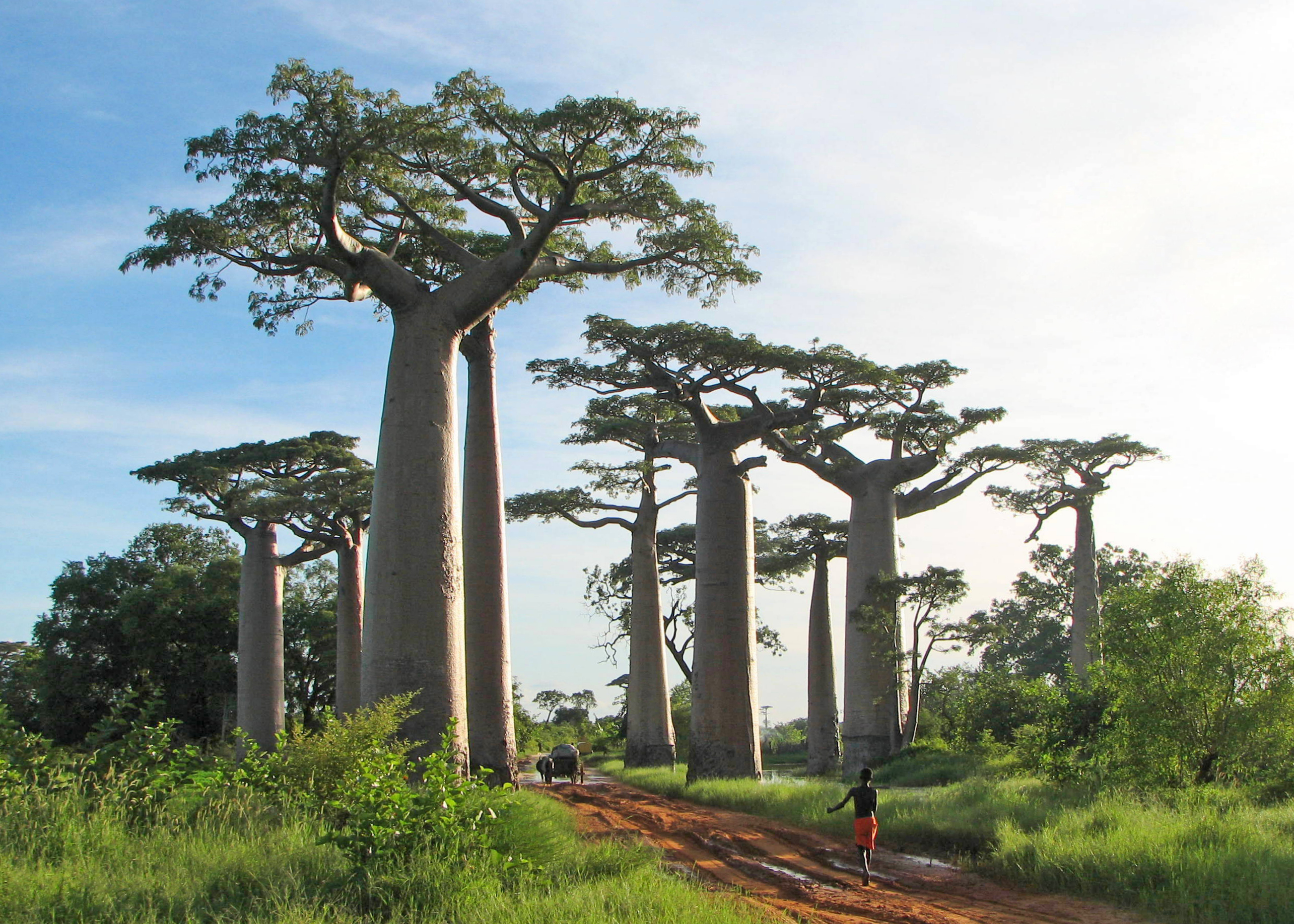
Baobabs, près de Morondava

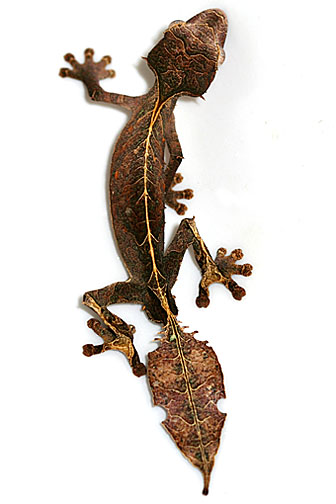
Uroplatus phantasticus, une des espèces de reptiles endémique de l'île.

La biodiversité du pays est exceptionnelle. 
L'isolement ancien de l'île du continent africain en fait une écorégion à part entière. Le taux d'endémisme est très élevé, par exemple 80 % des 14 800 espèces de plantes sont endémiques.
L’île compte plus de 150 espèces de mammifères. C'est l'un des 4 pays, avec le Brésil, l’Indonésie, et la République démocratique du Congo, qui abritent les deux tiers de toutes les espèces de primates que compte la planète. Les lémuriens sont des primates endémiques de Madagascar. Victimes de la déforestation et de la chasse, ces primates comme de nombreux autres sont menacés de disparition.
En 2005, 364 espèces de reptiles sont connues à Madagascar, dont 332 sont strictement endémiques à l'île et 358 non marins.
L'avifaune malgache (voir la liste des espèces d'oiseaux de Madagascar) comprend 293 espèces dont 108 endémiques.
On compte également de nombreux poissons et invertébrés.

### Territoires protégés
L'île compte 18 parcs nationaux, 5 réserves naturelles intégrales et 23 réserves spéciales. Face aux pressions sur les milieux et les espèces, ces espaces sont le dernier lieu de vie pour certaines espèces, comme les derniers lémuriens qui trouvent refuge dans les parcs et les réserves privées. La réserve de Berenty, créée en 1936 et qui compte 1 200 hectares, abrite ainsi 3 000 lémuriens.

## Impacts sur les milieux naturels

### Activités humaines

#### Déforestation

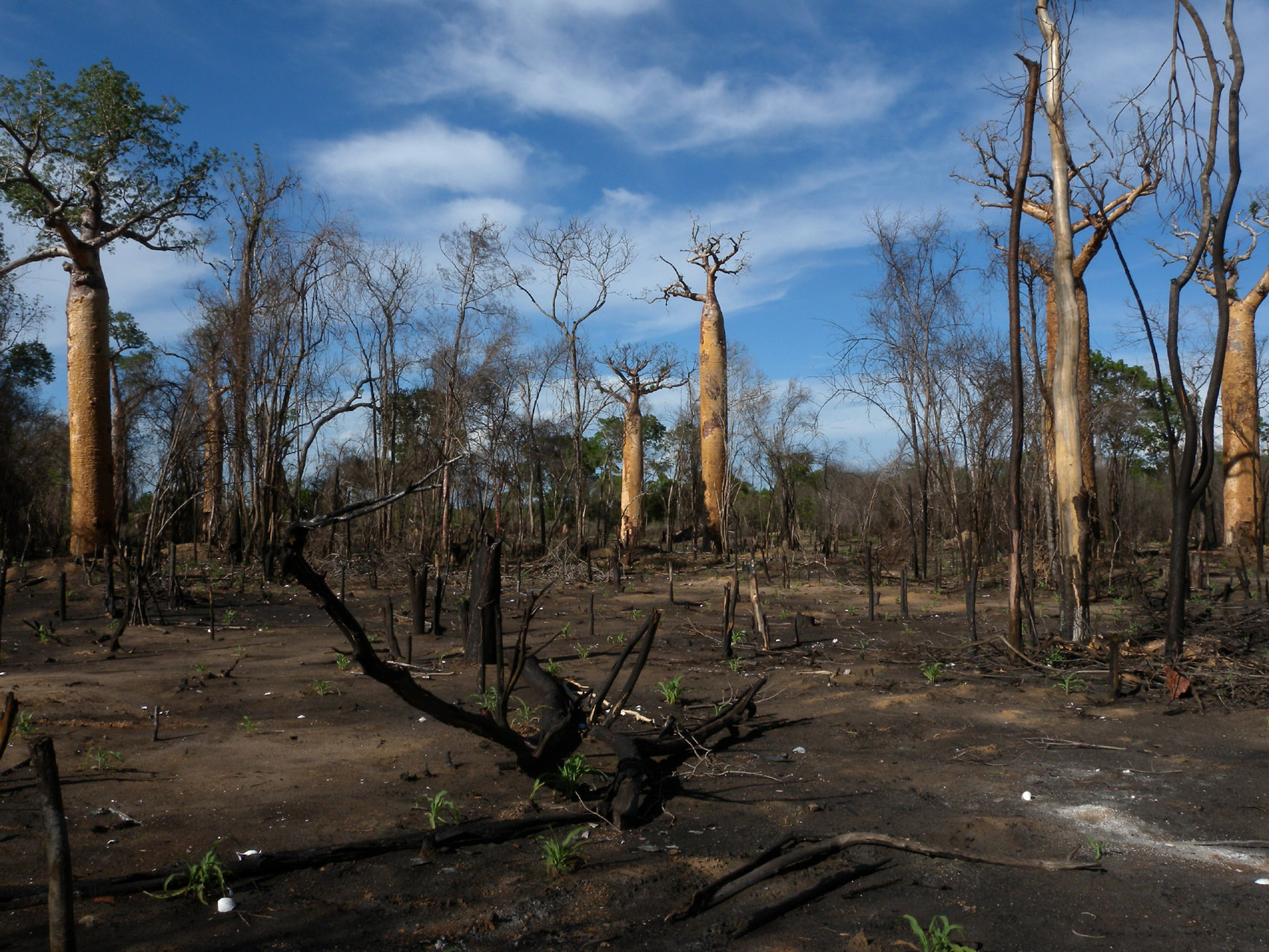
Déforestation dans la région de Morondava.

Madagascar a perdu 44 % de sa couverture forestière depuis les années 1950.
Entre 50 000 et 100 000 hectares de forêts sont détruits chaque année, ce qui pose d'importants problèmes d'érosion des sols et de perte de biodiversité. 75 % des espèces végétales d'origine ont disparu.
Les causes de la déforestation sont la pauvreté des populations qui défrichent le plus souvent illégalement des parcelles de forêt pour la culture (technique de l'abatis-brûlis, appelé « hatsake »), ainsi que la production de charbon de bois pour la cuisson. La problématique essentielle est l'irréversibilité de la déforestation, constatée sur les friches mises en culture puis abandonnées à cause de la baisse progressive des rendements.
Madagascar est très touché depuis le début du XXe siècle par la disparition de plantes, principalement victimes de la déforestation.

#### Agriculture et accaparement des terres

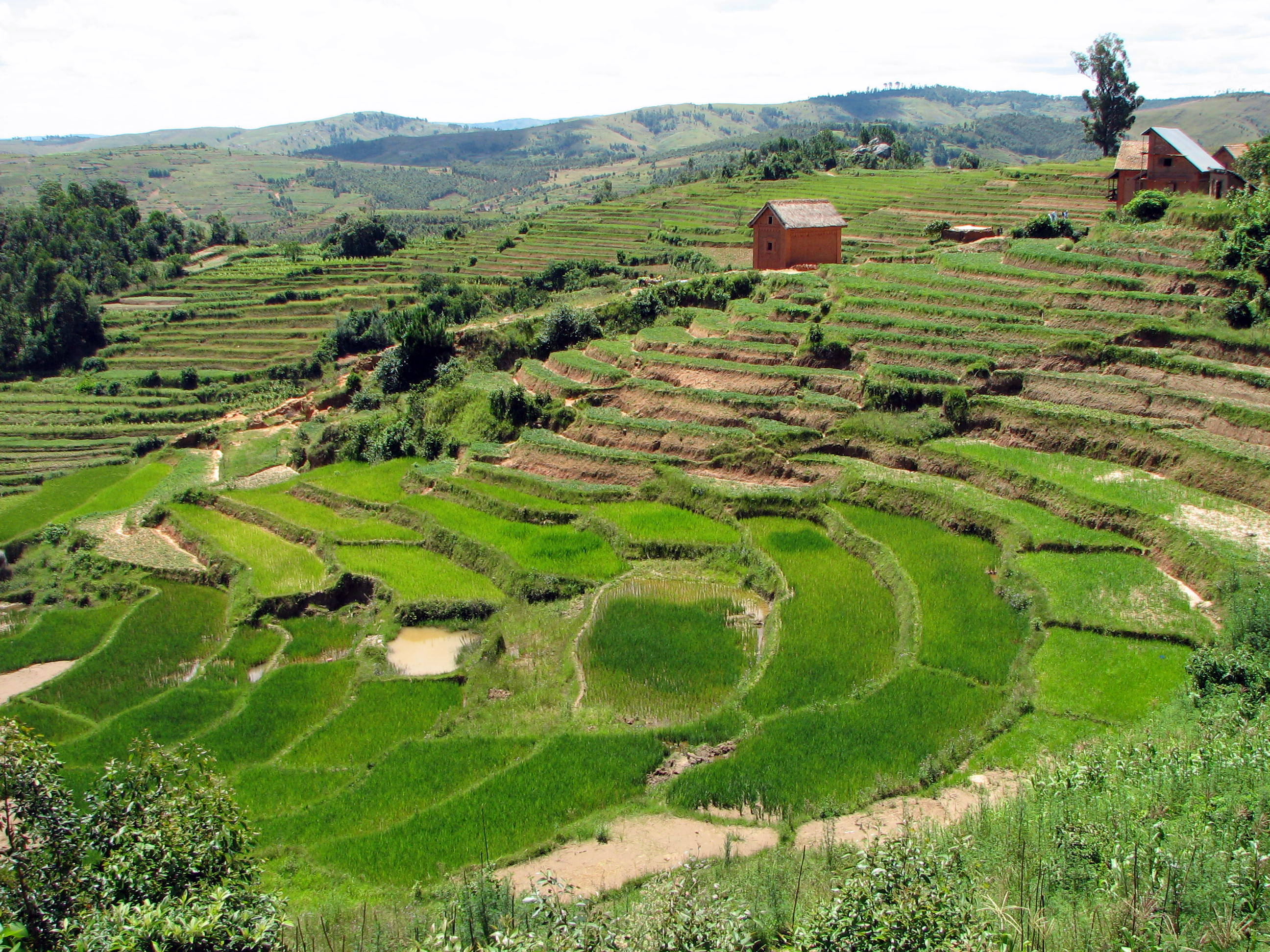
Agriculture en terrasses

En 2017, l’île souffre d’une intense sécheresse qui a entraîné une hausse du prix du riz, l’aliment de base des populations, et de graves pénuries alimentaires, notamment dans le Sud. 

#### Chasse et pêche
La famine qui sévit dans les années 2010 met en péril 1,4 million de personnes, ce qui accentue l'activité de chasse.

### Pollutions

#### La gestion des déchets
Un habitant d'Afrique sub-aharienne génère en moyenne 165 kg de déchets par an et par habitants en 2023 (soit nettement moins que dans les pays plus riches).

## L'exposition aux risques
Madagascar est exposé à de multiples aléas naturels : inondations, tempêtes, incendies, glissements de terrain...
Les cyclones tropicaux sont régulièrement la cause d’inondations dans les régions côtières. Les dégâts sur les cultures contribuent aux pénuries alimentaires et hausse des prix des denrées alimentaires (riz...).
- En 2004, le cyclone Gafilo, le plus intense jamais observé dans le bassin sud-ouest de l'océan Indien, fait au moins 363 victimes et près de 200 000 personnes se retrouvent sans abri.
- En 2012, le cyclone Giovanna et la tempête tropicale Irina avaient fait 112 morts et 90 000 sinistrés[8].
- En 2017, le cyclone Enawo a tué au moins 50 personnes à Madagascar et plus de 176 000 ont été sinistrées[8]

## Politique environnementale à Madagascar

### Acteurs locaux
Tous les militants, défenseurs de l’environnement sont menacés. Amnesty International dénonce des détentions illégales, telles que celle de Clovis Razafimalala, engagé dans la lutte contre le trafic de bois rose (10 mois en détention préventive puis condamnation à 5 ans de prison avec sursis).

### Évaluation environnementale globale
En 2015, l'organisation Global Footprint Network (GFN) indique que Madagascar préserve globalement ses ressources, la biocapacité étant supérieure à l'empreinte écologique. Mais, si l'empreinte carbone est très faible, les réserves agricole sont quasi nulles.